# Orthacris filiformis
Orthacris filiformis är en insektsart som beskrevs av Bolívar, I. 1884. Orthacris filiformis ingår i släktet Orthacris och familjen Pyrgomorphidae. Inga underarter finns listade i Catalogue of Life.